# Fire (Leony,-Meduza-&-OneRepublic-Lied)
Fire (englisch für „Feuer“) ist ein Lied der deutschen Popsängerin Leony, des italienischen EDM-Trios Meduza und der US-amerikanischen Pop-Rock-Band OneRepublic aus dem Jahr 2024. Das Stück diente als offizieller UEFA-Titelsong der Fußball-Europameisterschaft 2024.

## Entstehung und Artwork
Das Lied wurde von neun Autoren, unter der Mitwirkung der Interpreten, geschrieben. Als Autoren fungierten Leonie Burger (Leony), Tyler Spry, Josh Varnadore, Vitali Zestovskih, die Meduza-Mitglieder Simone Giani, Luca De Gregorio und Mattia Vitale sowie die OneRupublic-Mitglieder Brent Kutzle und Ryan Tedder. Das italienische EDM-Trio zeichnete zudem für den Großteil der restlichen Studioarbeit verantwortlich, so waren sie für die Abmischung, Instrumentierung (Keyboard, Perkussion und Synthesizer), das Mastering, die Produktion und Programmierung zuständig.
Auf dem Frontcover der Single ist – neben Liedtitel und Interpretenangabe – eine Kopf-Statur zu sehen. Diese trägt eine aus verschiedensten Utensilien bestehende Kopfbedeckung, die in Flammen steht sowie wie Art Skibrille, die das Logo der Fußball-Europameisterschaft 2024 zeigt.

## Veröffentlichung und Promotion
Die Erstveröffentlichung von Fire erfolgte als Single am 10. Mai 2024. Diese erschien als digitaler Einzeltrack zum Download und Streaming bei den Musiklabels Cross Records und Island Records (Katalognummer: 24UMGIM41616). Der Vertrieb erfolgte durch die Universal Music Group, verlegt wurde das Lied durch Acornman Music, Baxter House Writers, Edition Vize Dudes, den Hanseatic Musikverlag, Marker 42, Runnertunes, Singles Only Please, Songs About Stuff, Universal Music Publishing sowie We Publish Music. Darüber hinaus fungierte Downtown Music als Subverlag. Am 12. Juli 2024 erschien das Lied als Teil der Deluxeversion von OneRepublics sechstem Studioalbum Artificial Paradise (Katalognummer: Interscope/Mosley 00602465766042), dessen achte Singleauskopplung es ist. Am 28. Februar 2025 erschien es zudem als Teil von Leonys zweiten Studioalbum Oldschool Love (Katalognummer: 2913782KON), dessen dritte Singleauskopplung es wiederum ist.
Leony, Meduza und Ryan Tedder von OneRepublic traten mit dem Lied gemeinsam während des Rahmenprogramms zum Finale der Fußball-Europameisterschaft 2024 im Berliner Olympiastadion auf. Die Übertragung zählte alleine in Deutschland über 21,64 Millionen Zuschauer.

## Hintergrund
Hauptverantwortlich für die Produktion zeichnete das EDM-Trio Meduza. Die Anfrage sei laut der Band überraschend gewesen. Die Band sei vom Musiklabel nach Mailand eingeladen worden, ohne zu Wissen, um was es genau gehen würde. Dort habe ihnen ein UEFA-Vertreter das Projekt-Vorhaben vorgestellt: „Wir waren nur so: Wow, was passiert hier gerade? Das war eine absolute Ehre für uns! So sehr, dass uns selbst der Deal und alles drumherum egal war.“ – so Meduza. Fire verbinde zwei ihrer größten Leidenschaften: Musik und Fußball. An einem Titel zu arbeiten, der beides kombiniere, sei wie ein wahrgewordener Traum für Meduza. Umso leichter habe es ihnen gefallen, in neuen Dimensionen zu denken. Vor allem sei ihnen klar gewesen, dass sie ein neues Lied auch für ein ganz neues Publikum produzieren würden. In einem Interview mit dem Südwestrundfunk erzählten sie: „Es war ziemlich einfach für uns, an einem Song zu arbeiten, der wie eine Art Hymne klingen soll. Ein Song, den man eben in einem Stadion oder im Auto singen kann. Wir haben uns dann überlegt, was die Menschen dann wohl am liebsten singen würden und was ihnen besonders Spaß bereiten könnte.“
Im März 2024 wurde bekannt, dass der Titel kurz vor seiner Veröffentlichung neu produziert werden müsse, weil die eigentlich eigeplante deutsche Popsängerin und Liedtexterin Kim Petras kurzfristig abgesagt hatte. Einzelheiten hierzu wurden nicht bekannt, in einem offiziellen Pressetext wurden nur „Terminschwierigkeiten“ genannt. Leony beschrieb die Teilnahme an diesem Projekt als „riesen Ehre“. Leony selbst musste sich jedoch der Kritik um ihre Person und das es kein deutschsprachiger Titel wurde stellen, dazu veröffentlichte sie auf ihren sozialen Netzwerken ein Video, in dem sie unter anderem argumentierte: „Die Europameisterschaft sei nun mal nicht nur für Deutsche, sondern für alle europäischen Länder. Ein Song auf Englisch, den somit die meisten verstehen, sei naheliegend. Außerdem liege die Entscheidung, wer den Song singt, bei der UEFA – es ergebe also keinen Sinn, sie deswegen persönlich anzufeinden.“ Das Video selbst bekam hunderttausende Likes. Die Einnahmen von 513,25 €, die Leony damit über TikTok generierte, hat sie auf 600,00 € aufgerundet und an Herzenswünsche Oberlausitz e.V. gespendet. Des Weiteren konterte Leony: „Also wenn ihr eure Freizeit dafür genutzt habt, ‚konstruktive Kritik’ an mir auszulassen, hab ich damit Geld verdient.“
Leony, Meduza und OneRepublic haben sich zum ersten Mal in Los Angeles getroffen, um das Stück aufzunehmen. Zu diesem Zeitpunkt sei Fire bereits schon so gut wie fertig produziert gewesen. Den letzten „Feinschliff“ habe Leony übernehmen dürfen, indem sie die zweite Strophe und eine eigene Melodie hinzugefügt habe. Die Zusammenarbeit beschrieb Leony wie folgt: „Die waren auf WhatsApp schon super lieb und das hat sich auch im echten Leben nur bestätigt. Auch Ryan Tedder von OneRepublic war richtig nett und super professionell. Für mich ist das eine Ehre, mit so einem krassen Songwriter zusammen zu arbeiten. Er hat schließlich die größten Hits mitgeschrieben, die wir in den letzten 15 Jahren hatten.“

## Inhalt
Der Liedtext zu Fire ist in englischer Sprache verfasst; der Titel bedeutet ins Deutsche übersetzt „Feuer“. Die Musik und der Text wurden gemeinsam von Leony, den Meduza-Mitgliedern Simone Giani, Luca De Gregorio und Mattia Vitale, den OneRupublic-Mitgliedern Brent Kutzle und Ryan Tedder, Tyler Spry, Josh Varnadore und Vitali Zestovskih verfasst beziehungsweise komponiert. Musikalisch bewegt sich das Lied im Bereich des Dance und der Popmusik. Das Tempo beträgt 130 Schläge pro Minute. Die Grundtonart ist C-Dur.
Inhaltlich soll Fire die Einheit, die Vielfalt und die Begeisterung von Fußball verkörpern. Es ist eine Art Aufruf, dass man für seine Leidenschaft brennen soll. Meduza sagte dazu: „Wir hoffen sehr, dass der Song die Leidenschaft von Fußball- und Musikfans weltweit entfacht und sie zum Feiern zusammenbringt. Wir freuen uns auf den Start des Turniers und darauf, die Bühne zum Leuchten zu bringen!“ Leony fügte dem hinzu: „Für mich strahlt der Song ein Gemeinschaftsgefühl, ein Wir-Gefühl aus, so wie man es zur EM haben möchte. Als ich den Song das erste Mal gehört habe, habe ich mir irgendwie schon vorgestellt, im Stadion zu sein. Und alle Fans singen den zusammen, und das ist irgendwie ein richtig schönes Gefühl.“
Aufgebaut ist das Lied aus zwei Strophen, einem Refrain, einem Drop und einem Outro. Es beginnt mit der ersten Strophen, die als Zweizeiler geschrieben wurde. An diese schließt sich zunächst der vierzeilige Prechorus an, ehe der eigentliche Refrain mit seinen fünf Zeilen einsetzt. Diese klingt mit dem Drop aus, der lediglich zweimal die letzte Refrainzeile wiederholt. Bis zu diesem Zeitpunkt ist lediglich Ryan Tedder zu hören. Der gleiche Aufbau wiederholt sich mit der zweiten Strophe, allerdings wird diese von Leony interpretiert und der restliche Teil von beiden Künstlern. Der zweite Drop wurde erweitert und stellt nun eine Wiederholung des Refrain dar. Danach endet das Lied mit dem Outro, dass lediglich aus der Zeile „We’re on fire“ besteht.
| „We’re on fire tonight. Like a million diamonds in the sky (Ooh, ooh). And we’re lost in all the lights. Here together. We’re on fire tonight.“ – Refrain, Originalauszug | „Wir brennen heute Abend. Wie eine Million Diamanten am Himmel (Ooh, ooh). Und wir verlieren uns in all den Lichtern. Hier zusammen. Wir brennen heute Abend.“ – Refrain, Übersetzung |

## Musikvideo
Das Musikvideo zu Fire wurde in Berlin, Los Angeles sowie München gedreht und feierte seine Premiere am 24. Mai 2024 auf der Videoplattform YouTube. Dieses zeigt einen Zusammenschnitt der drei Interpreten, die separat an verschiedenen Orten zu sehen sind, Szenen von unbekannten fußballspielenden verschiedensten Geschlechts und Herkunft sowie alte Aufnahmen der an der Fußball-Europameisterschaft teilnehmenden Nationalmannschaften. Leony ist während dem Video im Berliner Olympiastadion, Meduza zum einen in der Münchener Fußball Arena (Allianz Arena) und zum anderen während eines Auftritts in einem Klub und OneRepublic Frontmann Ryan Tedder in Los Angeles zu sehen. Meduza führen zudem den EM-Pokal mit sich. Auffällig sind auch diverse Produktplatzierungen, besonders stechen dabei Axe, Coca-Cola und Lidl hervor. Die Gesamtlänge des Videos beträgt 2:49 Minuten. Regie fürte der Berliner Filmemacher Kevin Ferstl. Bis Januar 2025 zählte das Musikvideo über 12,2 Millionen Aufrufe auf YouTube.

## Mitwirkende
Liedproduktion
- Leonie Burger: Gesang, Komposition, Liedtext
- Simone Giani: Abmischung, Keyboard, Komposition, Liedtext, Mastering, Musikproduktion, Perkussion, Programmierung, Synthesizer
- Luca De Gregorio: Abmischung, Keyboard, Komposition, Liedtext, Mastering, Musikproduktion, Perkussion, Programmierung, Synthesizer
- Brent Kutzle: Komposition, Liedtext
- Tyler Spry: Komposition, Liedtext
- Ryan Tedder: Gesang, Komposition, Liedtext
- Josh Varnadore: Komposition, Liedtext
- Mattia Vitale: Abmischung, Keyboard, Komposition, Liedtext, Mastering, Musikproduktion, Perkussion, Programmierung, Synthesizer
- Vitali Zestovskih: Komposition, Liedtext

Musikvideo
- Mats Bohle: Fotografie
- Jannis Döring: Ausführende Produktion
- Tim Eichel: Filmproduktion
- Father & Sun: Fotografie
- Camilo Garcia: Oberbeleuchtung
- Kevin Ferstl: Regie
- Sebastian Heinrichs: Kameraassistenz
- Luis Jantsch: Schnitt
- Ben Koch: Filmproduktion
- Angelina Schnell: Schminke
- Robert Winter: Farbkorrektur, Kamera

Unternehmen
- Acornman Music: Musikverlag
- Baxter House Writers: Musikverlag
- Cross Records: Musiklabel
- Downtown Music: Subverlag
- Edition Vize Dudes: Musikverlag
- Hanseatic Musikverlag: Musikverlag
- Island Records: Musiklabel
- Marker 42: Musikverlag
- Runnertunes: Musikverlag
- Singles Only Please: Musikverlag
- Songs About Stuff: Musikverlag
- Universal Music Group: Musikverlag, Vertrieb
- We Publish Music: Musikverlag

## Rezensionen
Marco Nehmer vom Redaktionsnetzwerk Deutschland nannte Fire einen Titel wie ein Ermüdungsbruch. Es seien 2:48 Minuten sägenden Elends, gleichzeitig egal und doch erstaunlich ermattend. Das Stück sei so geworden, wie man es erwarten könne, wenn die UEFA Musik in Auftrag gebe. Die Geschichte der offiziellen EM-Lieder, sei eine Geschichte der Belanglosigkeiten. Fire, diese eklektische, aus 1000 Teilen vom Recyclinghof der elektronischen Tanzmusik zusammengeklöterte Popnummer, sei dazu da, dass sich niemand an ihr störe. Sie sei dazu da, dass die übertragenden TV-Sender ihr EM-Tagesprogramm damit abbinden können. Sie sei da, damit sie da sei, abgenickt von der UEFA, dieser in Geschmacksfragen eher halbbegabten Fußballbehörde. Es sei Musik aus der übelsten Konserve, anlässlich eines Turniers, das ironischerweise eine fußballerische Feinkostveranstaltung gewesen sei. Wer daraus, Stichwort „Fire“, Hoffnung auf eine tolle EM 2024 ableiten wolle: bitte schön. Weiter fügte Nehmer an, dass es für Fire noch nicht zu spät sei, um in schmeichelhafte Vergessenheit zu geraten. Vielleicht komme ja noch jemand mit Musik um die Ecke, die im Sommer auf Sieg spielen wolle.
Helena Stössel vom Südwestrundfunk beschrieb Fire als „Fußball-Dance-Hymne“.
Cornelius Pollmer von der Süddeutschen Zeitung ist der Meinung, dass Fire auf eine so perfekte Weise egal klinge, dass er zwischen Turin, Tirana und Titisee-Neustadt niemanden stören würde. Die einzige Überraschung sei, dass irgendwie Dr. Müller-Wohlfahrt darin vorkäme.

## Kommerzieller Erfolg

### Chartplatzierungen
Fire stieg am 17. Mai 2024 auf Rang 78 der deutschen Singlecharts ein und erreichte seine beste Platzierung mit Rang 29 am 21. Juni 2024. In den Midweekcharts der gleichen Chartwoche belegte es noch Rang 23. Die Single konnte sich mit Unterbrechungen 15 Wochen in den Top 100 platzieren, letztmals am 30. August 2024. Darüber hinaus belegte das Lied Rang vier der Downloadcharts (14. Juni 2024), ebenfalls Rang vier der New Entry Airplaycharts (5. Juli 2024), Rang fünf der Dancecharts (21. Juni 2024) und Rang acht der Airplaycharts (12. Juli 2024). 2024 belegte das Lied Rang 51 der deutschen Airplay-Jahrescharts.
In Österreich stieg die Single am 25. Juni 2024 auf Rang 70 ein und erreichte später Platz 49. In der Schweiz stieg Fire am 19. Mai 2024 auf Rang 69 ein und erreichte seine beste Platzierung mit Rang 68 am 23. Juni 2024. In den Vereinigten Staaten verfehlte Fire die Billboard Hot 100, konnte sich jedoch auf Rang 26 der Dance/Electronic Songs platzieren. Weitere Chartplatzierung erreichte die Single in den Niederlanden (Rang 16) oder auch Belgien-Flandern (Rang 45).
Für OneRepublic avancierte Fire zum 32. Charthit in der Schweiz sowie je zum 28. in Deutschland und Österreich. Leony erreichte hiermit zum 15. Mal die deutschen Singlecharts als Interpretin sowie zum neunten Mal in Österreich und zum fünften Mal in der Schweiz. Für Meduza ist es je der sechste Charthit in Deutschland und der Schweiz sowie der fünfte in Österreich.
| ChartsChartplatzierungen             | Höchstplatzierung | Wochen |
| ------------------------------------ | ----------------- | ------ |
| Deutschland (GfK)                    | 29 (15 Wo.)       | 15     |
| Österreich (Ö3)                      | 49 (4 Wo.)        | 4      |
| Schweiz (IFPI)                       | 68 (5 Wo.)        | 5      |
| Vereinigte Staaten (Billboard Dance) | 26 (4 Wo.)        | 4      |

### Auszeichnungen für Musikverkäufe
| Land/Region     | Auszeichnungen für Musikverkäufe (Land/Region, Auszeichnung, Verkäufe) | Verkäufe |
| --------------- | ---------------------------------------------------------------------- | -------- |
| Brasilien (PMB) | Gold                                                                   | 20.000   |
| Insgesamt       | 1× Gold ·                                                              | 20.000   |